# Flaibano
Flaibano (Flaiban in friulano) è un comune italiano di 1 094 abitanti in Friuli-Venezia Giulia, all'interno della comunità collinare del Friuli centrale.

## Geografia fisica

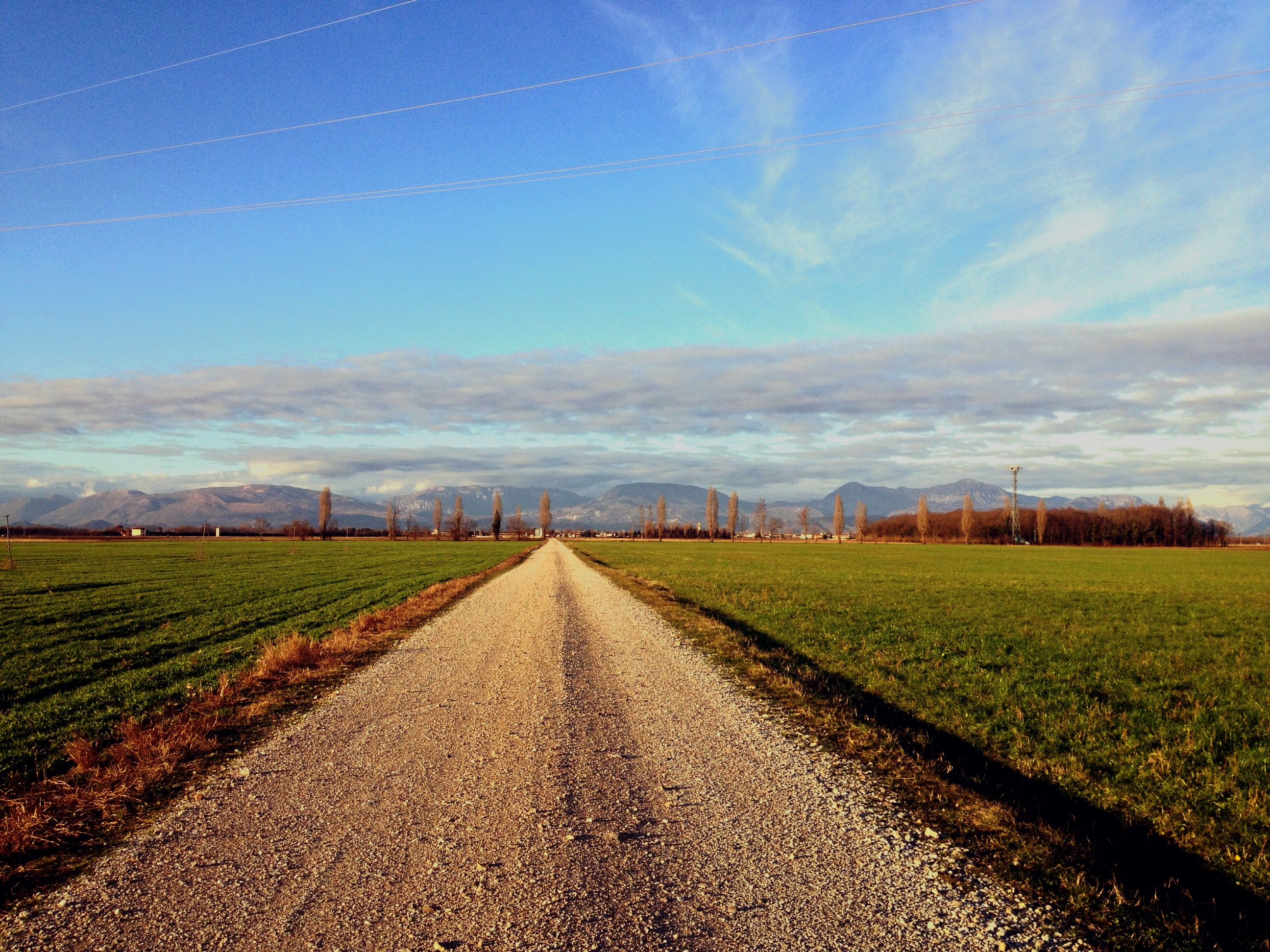
Panorama della campagna Flaibanese

Il comune si trova al centro del Friuli, nella zona dell'alta pianura friulana. Il territorio comunale si può dividere in due parti; la prima pianeggiante e per lo più adibita a campi coltivati, la quale si trova nella zona circostante al capoluogo, la seconda è quella a ridosso della scarpata naturale del fiume Tagliamento, ricca di boschi e posizionata presso la frazione di San Odorico al Tagliamento.
 
Il principale corso d'acqua è il fiume Tagliamento, che delimita il confine ovest del territorio comunale, e presso il quale sorge il Parco del Tagliamento. Altri corsi d'acqua sono la Roggia di San Odorico e il canale Giavons presso il capoluogo. 
L'altitudine media è di circa 100 metri sul livello del mare. 
All'interno del comune si trova il SIC dei Prati di Coz.

## Origini del nome
Il nome di Flaibano deriva dal prediale in -anu di Flavius, e cioè il fondo concesso al colono di nome Flavio.

### Storia
San Odorico è stato il principale centro abitato sia durante l'epoca romana che durante il medioevo. Nella zona di San Odorico sono state ritrovate diverse sepolture a tumulo risalenti all'età del bronzo, a testimonianza della presenza umana in questi luoghi, forse a causa della presenza del guado sul fiume Tagliamento. Sempre in questa zona vi era probabilmente un tempio di origine romana, sostituito in seguito da una chiesa dedicata a san Odorico, fondata tra il XI-XII secolo. 

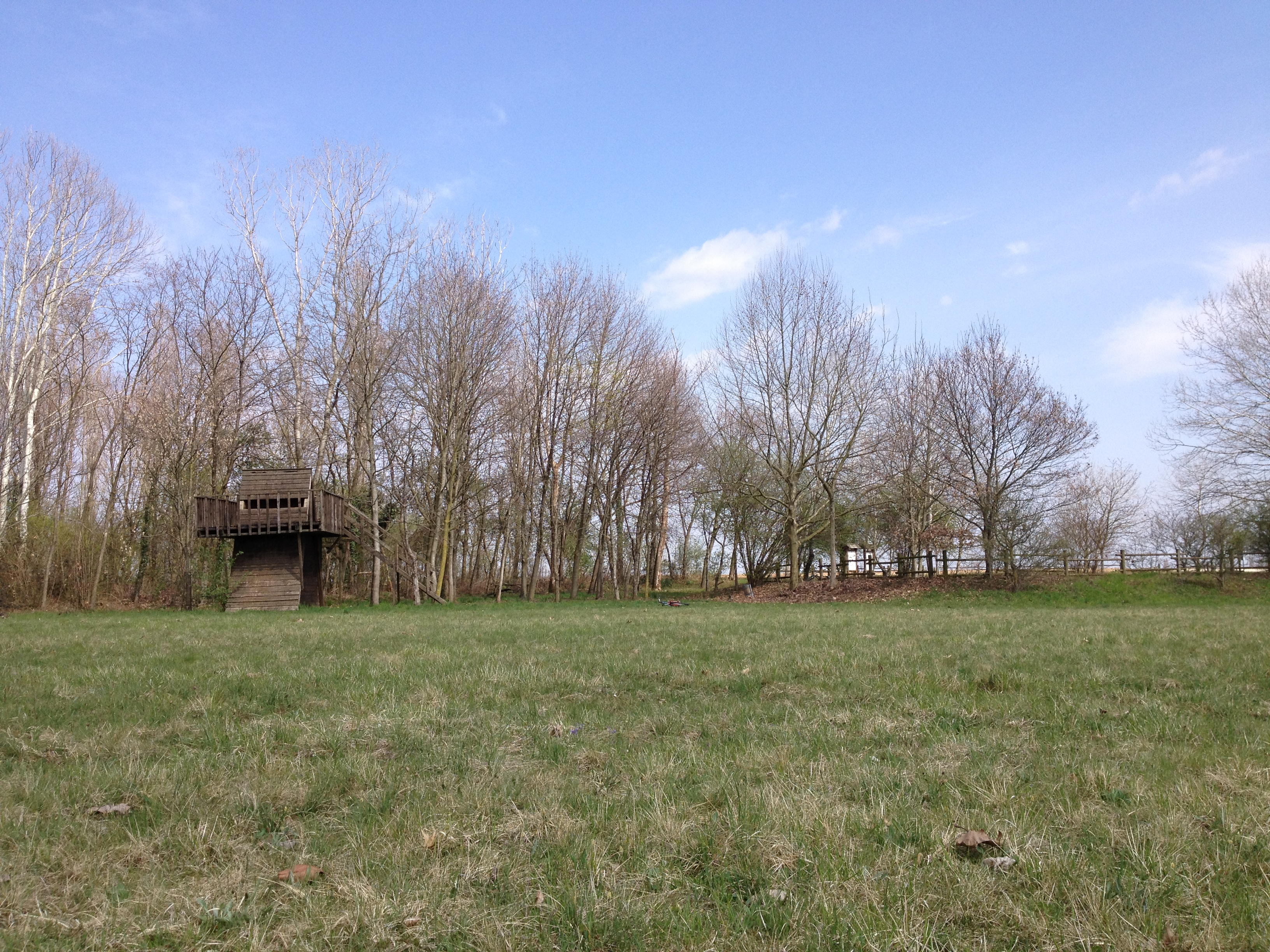
L'area SIC dei "Prati di Coz", un esempio di antica brughiera

Il 20 ottobre 1154 la chiesa appare come monastero o canonica regolare: su richiesta del preposto di San Odorico, il patriarca Bertoldo chiedeva il trasferimento del monastero all'interno della città di Udine, in quanto luogo ritenuto più sicuro rispetto alle rive del Tagliamento. Nel 1245, il capitolo di San Odorico veniva unito alla pieve di Santa Maria in Udine.
Il territorio flaibanese diventava quindi pertinenza del capoluogo friulano, sino alla caduta della Repubblica di Venezia.
Con l'arrivo dei francesi fu confermato San Odorico quale sede comunale, sebbene il centro abitato avesse oramai perso importanza a favore di Flaibano. Il 19 novembre 1866 entra a far parte del Regno d'Italia quale comune di San Odorico; tuttavia, nel 1876 la sede comunale veniva trasferita a Flaibano, sebbene il nome del comune verrà cambiato solo nel 1927.

### Simboli
(D.P.R. 26 settembre 1973)
Il gonfalone è un drappo di azzurro.

## Monumenti e luoghi d'interesse
A Flaibano sono presenti vari resti di epoca romana, come ville e depositi. Il nome deriva da Flavianus, un romano che fondò il paese poco dopo la fondazione di Aquileia.
A Sant'Odorico è presente una tomba di epoca preistorica. Il comune è uno dei quattro che formano l'itinerario turistico del "teritori da la civiltat dal clap" (territorio della civiltà dei sassi).
L'attuale chiesa parrocchiale, edificio ad una sola navata con cappelle laterali, è il prodotto di continue modifiche succedutesi nei secoli e culminate nel quasi totale rifacimento (per quanto riguarda la parte architettonica) avvenuto tra gli anni 1922 e 1933. 

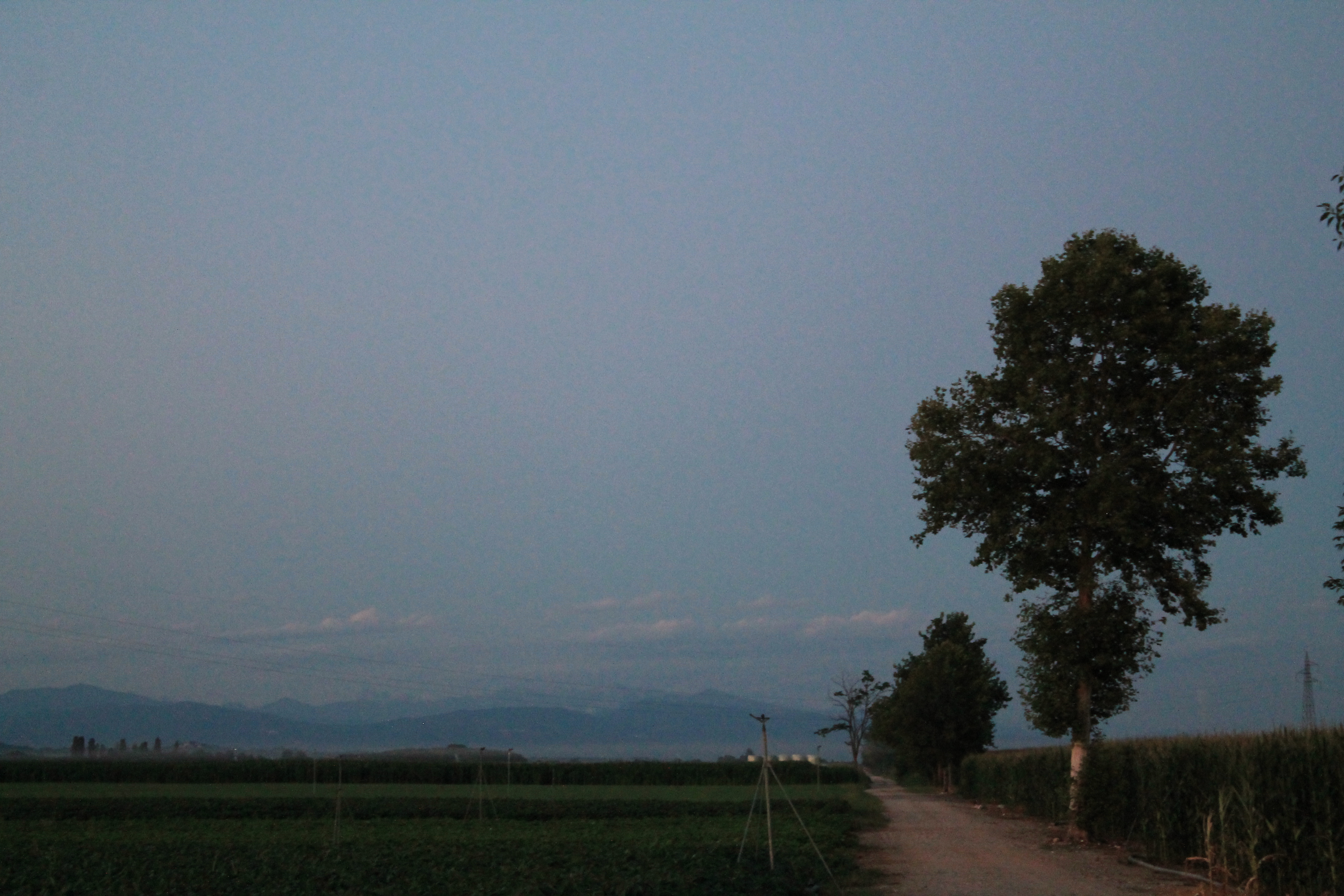
Campi di Flaibano

Nella Chiesetta di San Giovanni in località Sottoselva, altarolo in pietra con figure in bassorilievo di Madonna con bambino nella lunetta e di San Giovanni Battista con il donatore Donato Tiritello nella pala. Le parti figurate sono dipinte, fatto eccezionale nel mondo scultoreo friulano, ma non infrequente nelle opere del lapicida Carlo da Carona, cui può essere attribuito l'altare datato 1536.
La Chiesa parrocchiale di San Odorico, abbazia ricordata fin dall'XI secolo, ha una bella abside semicircolare con finestra a tutto sesto strombata; sguanci lavorati, ed un antico affresco con S. Cristoforo in facciata (XIV secolo). La chiesa conserva quattro dipinti settecenteschi raffiguranti gli Evangelisti, recentemente restaurati. La tradizione orale li vuole dono fatto alla chiesa, tra Sette ed Ottocento, dalla famiglia carnica dei Cortolezzis, sono attribuiti al pittore Nicola Grassi (Formeaso 1682 - Venezia 1748).

Presso San Odorico si trova anche Villa Marangoni Masolini, che sorge poco distante dalle ghiaie del tagliamento. Un tempo monastero di frati benedettini che gestivano l'abbazia e il guado sul tagliamento riscuotendo il pedaggio. La villa, nella sua struttura neoclassica attuale, può essere datata al 1700 circa. Vi si accede attraverso un vasto parco su cui affaccia la parte frontale della villa.

## Società

### Evoluzione demografica

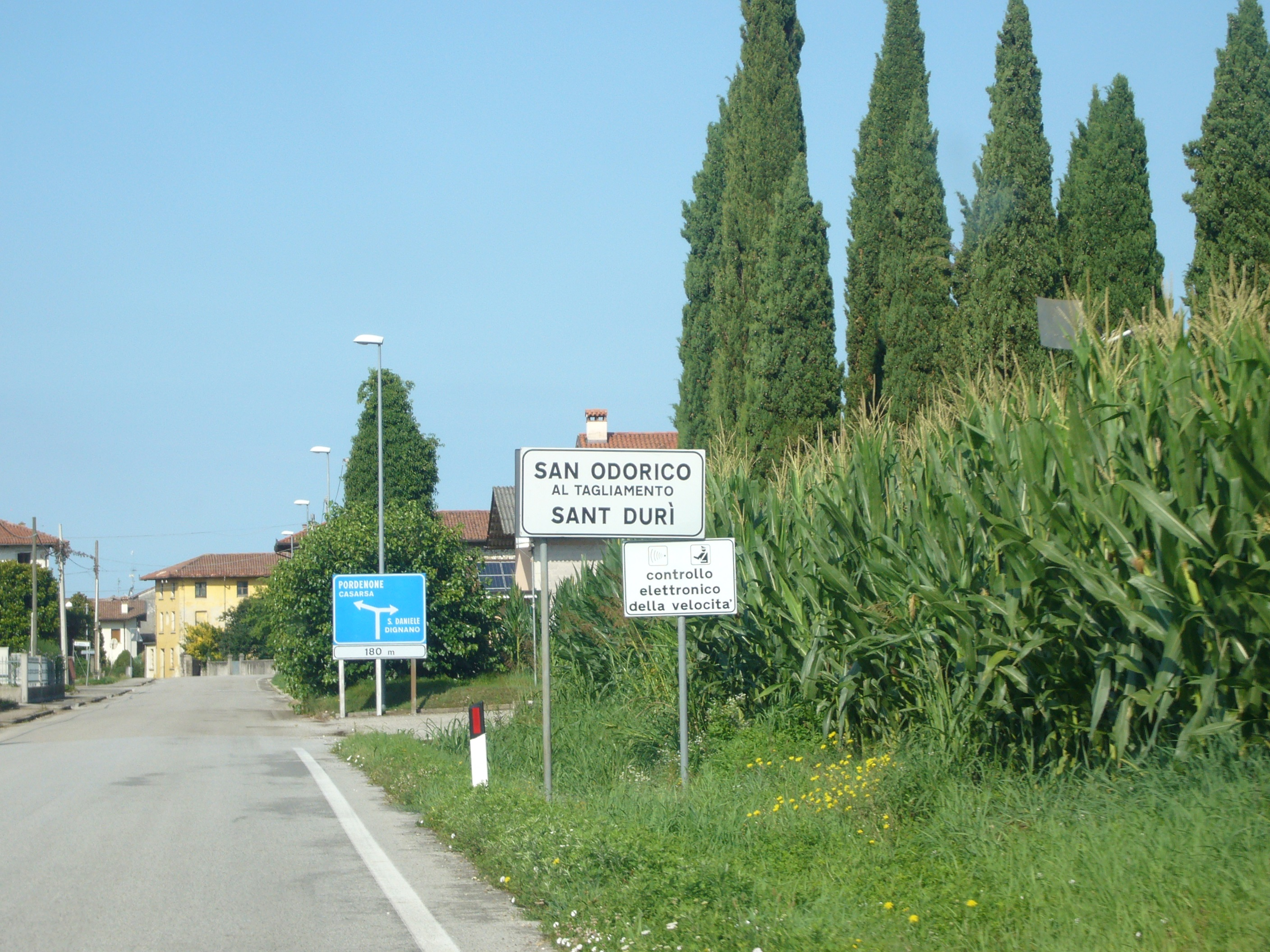
La frazione di San Odorico

Abitanti censiti

### Lingue e dialetti
A Flaibano, accanto alla lingua italiana, la popolazione utilizza la lingua friulana. Ai sensi della deliberazione n. 2680 del 3 agosto 2001 della Giunta della Regione autonoma Friuli-Venezia Giulia, il Comune è inserito nell'ambito territoriale di tutela della lingua friulana ai fini della applicazione della legge 482/99, della legge regionale 15/96 e della legge regionale 29/2007. La lingua friulana che si parla a Flaibano rientra fra le varianti appartenenti al friulano centro-orientale.

## Infrastrutture e trasporti
Il comune di Flaibano è servito dalle autolinee saf San Odorico - Udine e Codroipo - San Daniele del Friuli.
La stazione ferroviaria più vicina è quella di Codroipo, sulla linea Udine - Venezia.

## Cultura

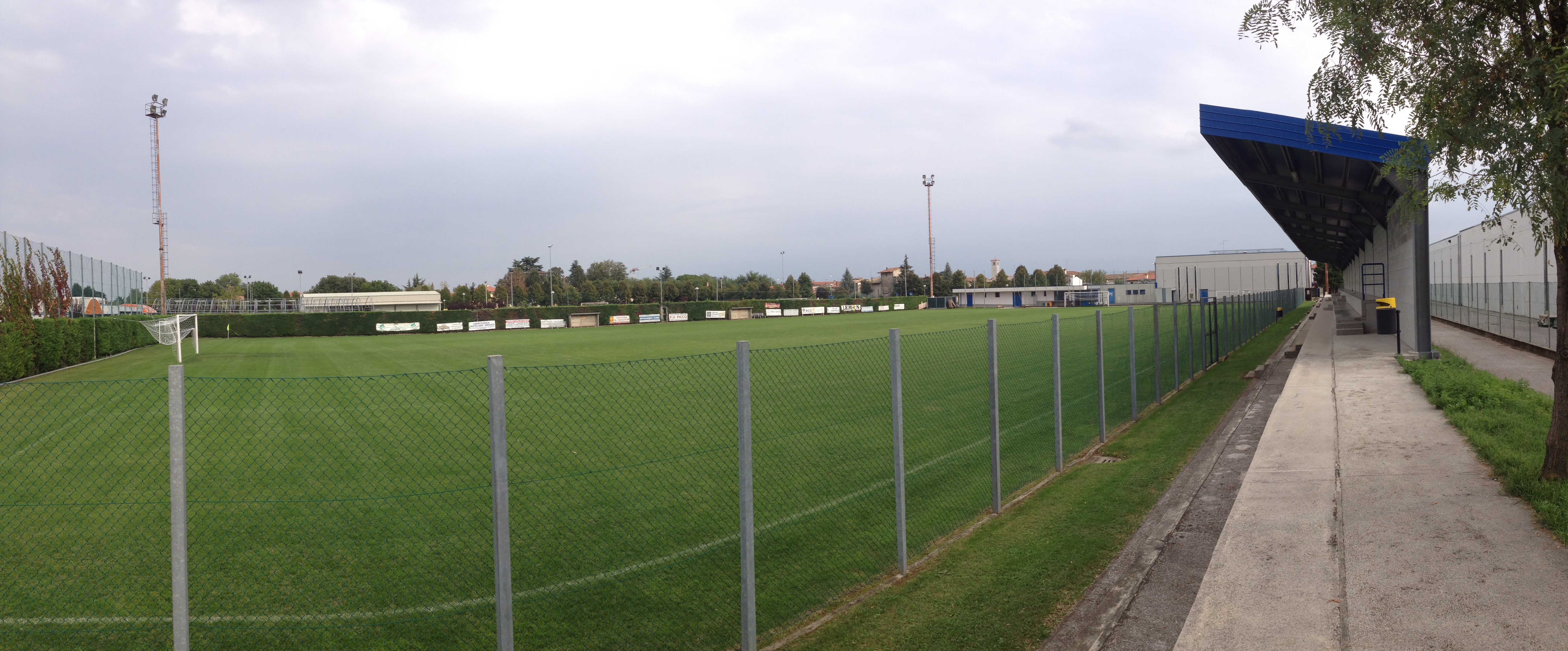
Campo sportivo

La Biblioteca Civica di Flaibano è situata in via Indipendenza 27 ed è aperta martedì dalle 16:00 alle 19:00 e venerdì dalle 15:00 alle 19:00. In via Indipendenza si trova anche la sala espositiva "L'ARTERIA" che accoglie spesso mostre inerenti al territorio del comune o del Friuli. Nello stesso edificio ha sede anche il centro di informazioni turistiche.	
Il Comune di Flaibano, primo in Provincia di Udine, assieme a quello di Terzo di Aquileia, ospita la Scuola Primaria a tempo pieno intitolata a Luigi Bevilaqua, medaglia d'oro al Valor Militare. Nel 1970, infatti, nacque il Centro Sperimentale Tempo Pieno che fu progetto pilota Regionale per la successiva divulgazione di questo modello educativo. Attorno a questa importante istituzione scolastica, negli anni si sono sviluppati una Scuola dell'Infanzia Comunale, intitolata a Don Antonio Marioni (già parroco di Flaibano e fondatore dell'Asilo Infantile Parrocchiale) e l'Asilo Nido. Queste strutture sono in grado di ospitare 200 piccoli utenti in gran parte provenienti dai comuni limitrofi.

### Flaibano e i De Rosmini

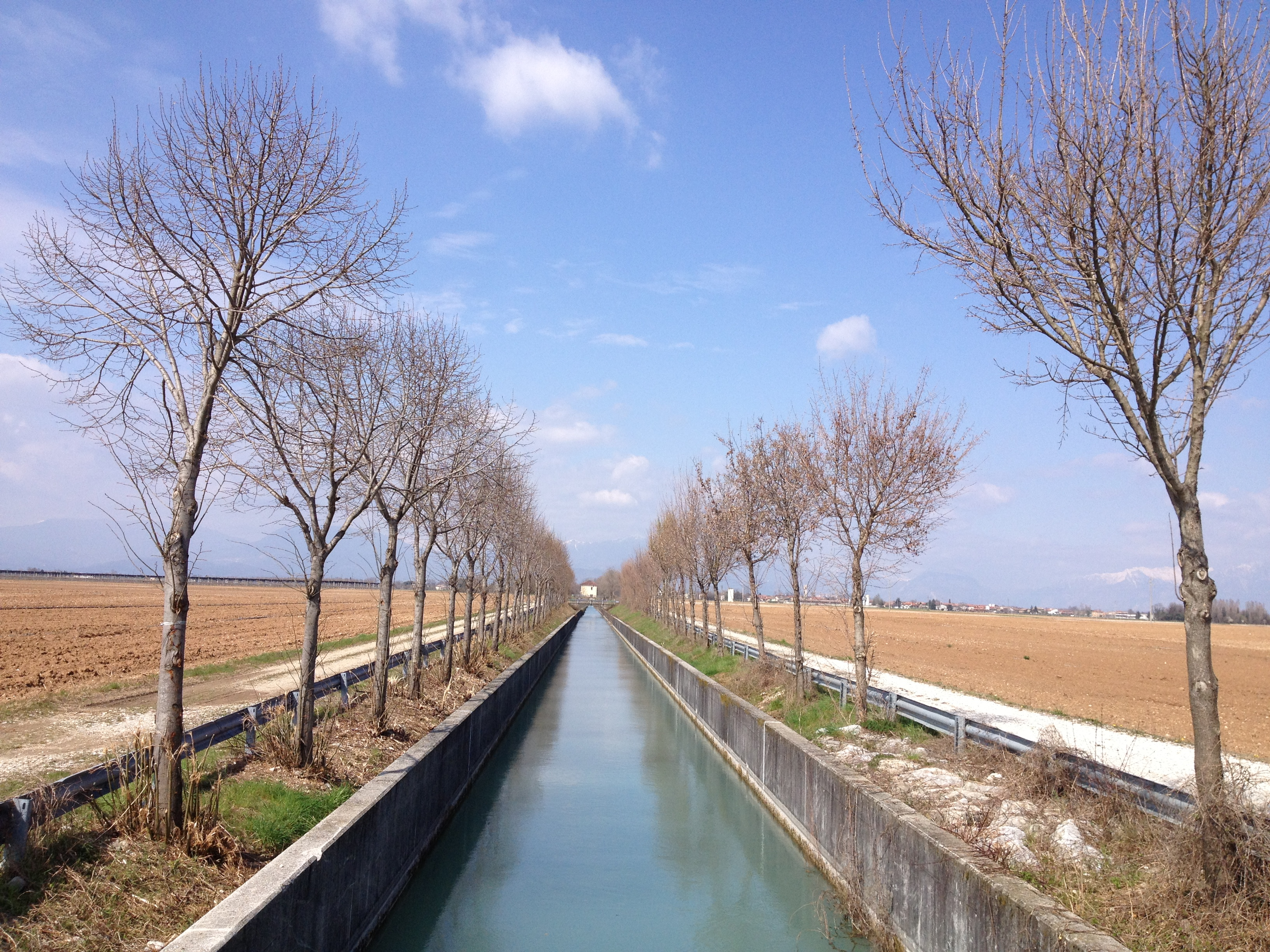
Il canale Giavons presso Flaibano

La storia economica di Flaibano, fra otto e novecento, è caratterizzata dalla presenza autorevole dell'ingegnere Enrico de Rosmini, liberale positivista, fautore di progresso e come tale impegnato su dati sperimentali ad offrire la sua competenza per migliorare le sorti economiche di un Friuli che ancora muoveva passi timidi verso il suo sviluppo agricolo.
È, ad esempio, la stessa Banca di Udine, che nel 1873 assegna all'ingegnere de Rosmini l'incarico di un viaggio in estremo oriente, per acquistare semente di bachi. Così conosciamo i suoi interventi giuridico-amministrativi circa la collocazione sulle strade carrozzabili dei tramways a vapore. Ad ogni modo, l'interesse costante che l'ingegnere Enrico de Rosmini diede al Friuli e alla sua Flaibano è senza dubbio quello legato alla realizzazione del canale Ledra-Tagliamento, che studiò con il supporto di dati, tabelle e considerazioni precise e accurate.
Sul canale secondario Giavons, che attraversa la campagna Flaibanese, i de Rosmini si premurarono di costruire opifici di loro proprietà (il mulino). Uno degli ultimi progetti per cui si batté Enrico de Rosmini fu la costruenda ferrovia Precenicco-Gemona del Friuli, che avrebbe dovuto servire anche Flaibano, la cui stazione sarebbe dovuta sorgere presso la località San Giovanni di Sottoselva, di fronte alla chiesetta omonima. Di questa linea ferroviaria si parlò diffusamente anche dopo la prima guerra mondiale, ma non se ne fece nulla a causa delle difficoltà politico economiche post-belliche.

### Il parco del Tagliamento

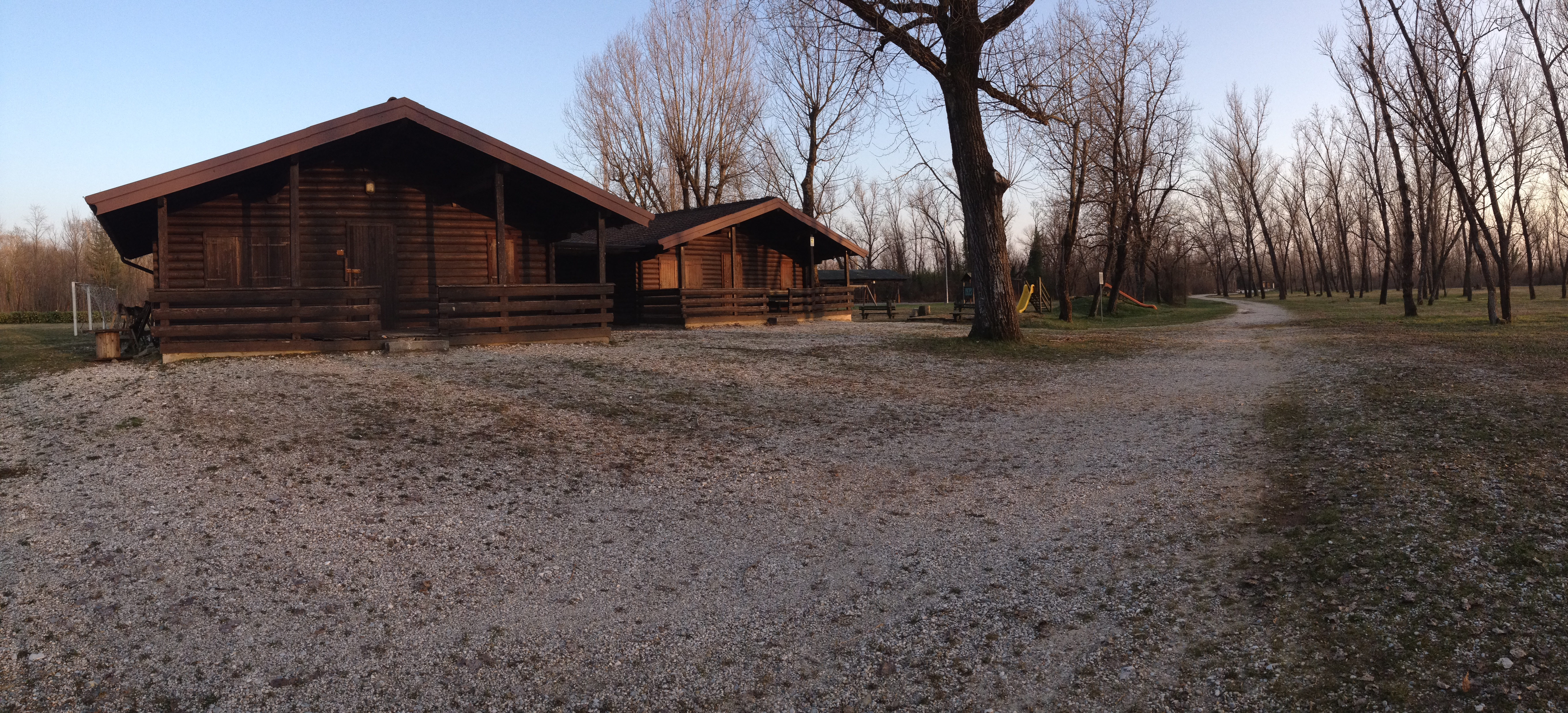
Il Centro Vacanze di San Odorico

Il parco del Tagliamento si trova presso la frazione di San Odorico al Tagliamento, a ridosso del corso del fiume. 

È formato da ampie zone boschive e rade zone coltivate e pratili. Negli ultimi anni si è inoltre assistito all'insediamento di specie non autoctone, come ad esempio il Capriolo. Il parco si può raggiungere dal centro di San Odorico, superando il ponte recentemente restaurato sulla roggia. All'interno del parco si trova inoltre il Centro Vacanze, un'area attrezzata di proprietà comunale che in estate apre le porte ai visitatori e ai turisti che vogliono godersi una giornata nella natura o che semplicemente vogliono fare il bagno nel Tagliamento. Lo stesso centro è anche utilizzato dalle locali scuole, che offrono ai propri alunni svariate giornate a contatto con la natura nei mesi più caldi.

## Economia
L'economia flaibanese è principalmente legata all'agricoltura intensiva e all'allevamento, attività alle quali negli ultimi anni si è avvicinata anche la coltivazione della vite e la produzione di vino.

### Turismo
Nel comune di Flaibano sono presenti percorsi sul Tagliamento, un villaggio turistico (San Odorico) e piste ciclabili. È anche presente un centro di informazioni turistiche, un'attrezzata area sportiva, altri percorsi nei Prati di Coz. Sono presenti anche ristoranti e luoghi d'alloggio.

### Feste

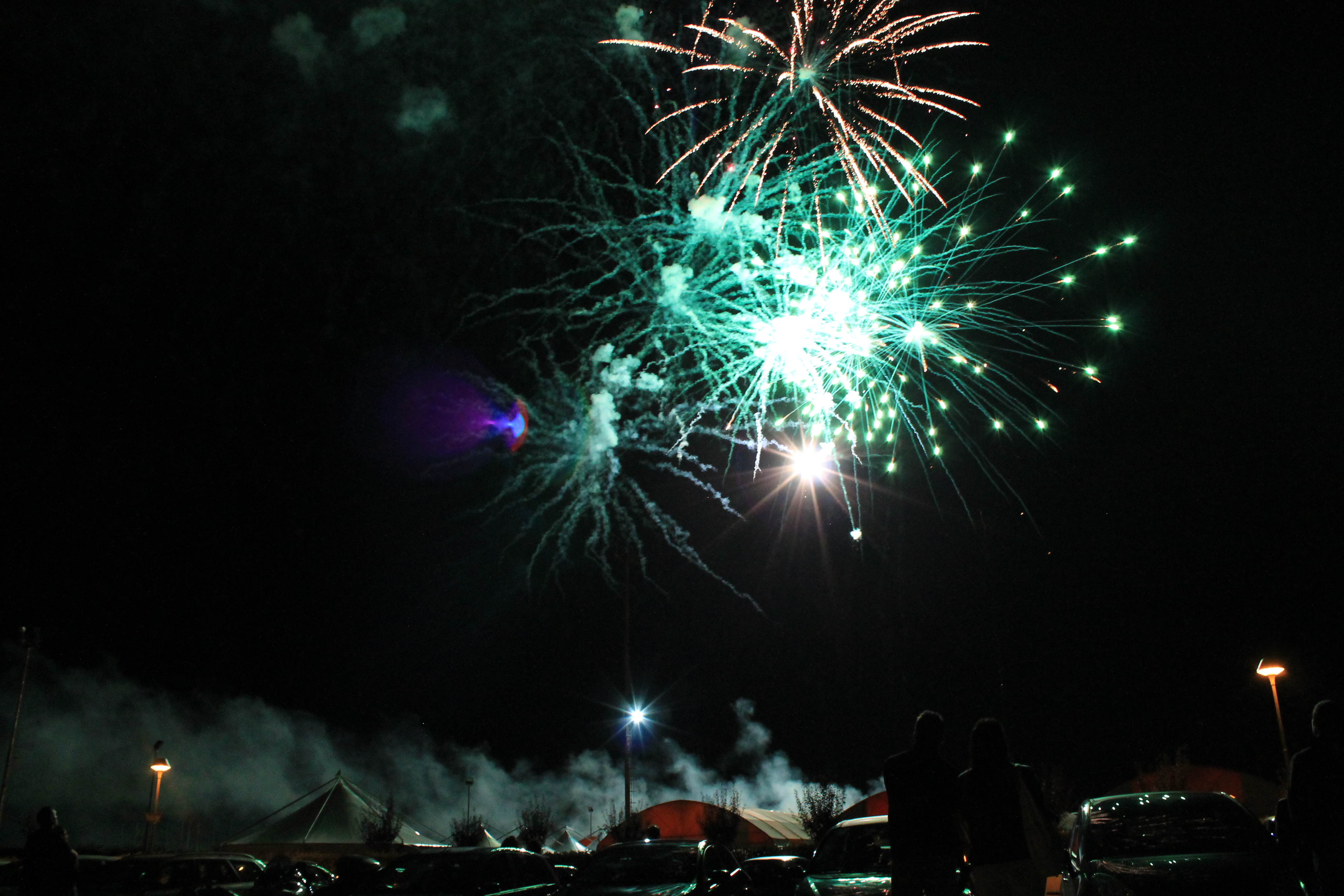
Fuochi artificiali in occasione di ...A Tutto Frico!

La festa "A tutto frico...", organizzata dall'associazione Pro Flaibano, si svolge nelle prime 2 settimane di agosto ed è una manifestazione culturale volta a valorizzare questo prodotto tipico friulano che è il frico. Durante questa manifestazione, hanno luogo numerose attività quali lo spettacolo pirotecnico "aspettando ferragosto" e "Cabaret sotto le stelle", con gli artisti di Zelig, tra cui: Paolo Cevoli e Duilio Pizzocchi (2006), Fabrizio Fontana e Leonardo Manera (2007), Paolo Migone e Giuseppe Giacobazzi (2008), Padre Donovan e Stefano Bellani (2009), Andrea Di Marco e BAZ (2010), Rocco il Gigolò e Raul Cremona (2011), i Fichi d'India (2012), Maurizio Lastrico e il Duo Idea e Bianchi e Pulci (2013). Il pre e post evento è accompagnato da dj set. Altro evento è la cicloturistica "Pedaliamo Insieme", che nel 2010 è arrivata alla 23 edizione. Hanno luogo anche eventi culturali quali l'Euromenu, dove rappresentanti di vari paesi europei presentano il loro prodotto tipico, esibizioni di danze coreografiche e sportive, percorsi guidati a cavallo.
Nel periodo di giugno - luglio si tiene il Torneo dei Borghi ( Torneo dai Borcs ), organizzato dai giovani del comune. Il torneo consiste in sfide di calcio e pallavolo tra le squadre dei vari borghi di Flaibano. La prima settimana di settembre ha luogo anche la manifestazione "Pais in Fieste" (Paese in Festa) presso la frazione di San Odorico, a cura del circolo culturale e sportivo "Sot il Tei". Durante la manifestazione hanno luogo anche eventi sportivi e ricreativi presso il centro vacanze sul Tagliamento.

### Frico di Flaibano
Il Frico di Flaibano è una variante del tradizionale Frico friulano. È preparato seguendo una particolare ricetta nella versione alle erbe di campo, raccolte nel territorio del comune. Questa variante è tipica di Flaibano che la presenta durante la manifestazione "A tutto frico..." giunta alla 100ª edizione (2016), oltre al Frico alle Erbe, è presente anche il frico classico ed il frico piccante. Dal 2011, inoltre, è fregiato del marchio 'tipicamente friulano', conferito dall'ERSA (Agenzia Regionale per lo Sviluppo Rurale). Il prodotto è stato sponsorizzato anche con l'aiuto di chef famosi che hanno apprezzato il frico, come ad esempio Joe Bastianich (2012) Fabrizio Nonis.

## Amministrazione

### Gemellaggi
- Bettembourg
- Valpaços

Nel 2009 è stato redatto un libro, "Finestre sull'Europa" comprendente informazioni sui comuni di Flaibano, Bettembourg e Valpaços. Inoltre, ogni anno, una delegazione di Flaibano si reca a Bettembourg e una di Bettembourg a Flaibano. Usualmente questo scambio coincide con il periodo dei festeggiamenti "A tutto frico...".